# Кайнаул
Кайнаул (тат. Каенавыл) — деревня в Усть-Ишимском районе Омской области России. Входит в состав Большебичинского сельского поселения. Население 192 чел. (2010) .

## История
В соответствии с Законом Омской области от 30 июля 2004 года № 548-ОЗ «О границах и статусе муниципальных образований Омской области» деревня вошла в состав образованного Большебичинского сельского поселения.

## География
Расположен на востоке региона, в пределах Ишимской равнины, являющейся частью Западно-Сибирской равнины, у р. Енцыс, в пойме р. Иртыш.
Абсолютная высота — 43 м над уровнем моря.

## Население
| 2010 |
| ---- |
| 192  |

Гендерный состав
По данным Всероссийской переписи населения 2010 года в гендерной структуре населения из 192 человек мужчин — 94, женщин — 98 (49,0 и	51,0 % соответственно).
Национальный состав
Согласно результатам переписи 2002 года, в национальной структуре населения татары составляли 99 % от общей численности населения в 194 чел.

## Инфраструктура
Личное подсобное хозяйство.

## Транспорт
Просёлочные дороги.